# Peucedanum aegopoides
Peucedanum aegopoides är en flockblommig växtart som beskrevs av Eduard Formánek. Peucedanum aegopoides ingår i släktet siljor, och familjen flockblommiga växter. Inga underarter finns listade i Catalogue of Life.